# Paul Josten (Ministerialbeamter)
Paul Josten (1883–1974) war ein deutscher Nationalökonom, der von 1920 bis 1945 im Reichswirtschaftsministerium, von 1946 bis 1948 in westlichen Zonenverwaltungen tätig war.

## Historische Bedeutung
Josten war als Ministerialrat einer der ranghöchsten liberal orientierten Beamten im Reichswirtschaftsministerium des Dritten Reiches. Ab November 1943 bekleidete er den Rang eines Hauptabteilungsleiters und ständigen Vertreters des Staatssekretärs Friedrich Landfried. Josten pflegte Kontakte zum Freiburger Kreis liberaler Wirtschaftsprofessoren, insbesondere zu Adolf Lampe. Sein politischer Einfluss war jedoch begrenzt, sein Versuch von 1938, den Kreis der späteren Ordoliberalen in die Politikgestaltung im nationalsozialistischen Berlin einzubringen, misslang. 1946 wurde Josten stellvertretender Geschäftsführer des Zonenbeirats in Hamburg und Preiskommissar beim Länderrat in Stuttgart, zwischen 1947 und 1948 war er Ministerialdirigent bei der Verwaltung für die Wirtschaft des Vereinigten Wirtschaftsgebietes. 1949 wurde Josten namengebend für den sog. „Josten-Entwurf“ eines westdeutschen Wettbewerbsgesetzes. Dieses Papier basierte auf einer Ausarbeitung
von 1946 mit dem Titel »Entwurf zu einem Gesetz zur Sicherung des Leistungswettbewerbs und zu einem Gesetz über das Monopolamt«. Es beinhaltete strikte Monopolkontrolle und ein strenges Kartellverbot.